# Šćapovec
 Šćapovec  falu Horvátországban Zágráb megyében. Közigazgatásilag Kloštar Ivanićhoz tartozik.

## Fekvése
Zágrábtól 35 km-re délkeletre, községközpontjától  1 km-re északnyugatra a megye keleti részén fekszik.

## Története
A település története során a kloštar ivanići Nagyboldogasszony plébániához tartozott. 
1857-ben 118, 1910-ben 146 lakosa volt. Trianonig Belovár-Kőrös vármegye Križi járásához tartozott. A településnek 2001-ben 184 lakosa volt.

## Lakosság
| Lakosság változása | Lakosság változása | Lakosság változása | Lakosság változása | Lakosság változása | Lakosság változása | Lakosság változása | Lakosság változása | Lakosság változása | Lakosság változása | Lakosság változása | Lakosság változása | Lakosság változása | Lakosság változása | Lakosság változása |
| ------------------ | ------------------ | ------------------ | ------------------ | ------------------ | ------------------ | ------------------ | ------------------ | ------------------ | ------------------ | ------------------ | ------------------ | ------------------ | ------------------ | ------------------ |
| 1857               | 1869               | 1880               | 1890               | 1900               | 1910               | 1921               | 1931               | 1948               | 1953               | 1961               | 1971               | 1981               | 1991               | 2001               |
| 118                | 117                | 114                | 122                | 121                | 146                | 155                | 161                | 194                | 205                | 206                | 206                | 746                | 173                | 184                |

## Nevezetességei
Kis Jézus Szíve kápolnája 1939-ben épült.

## Külső hivatkozások
- Hivatalos oldal
- A Nagyboldogasszony plébánia honlapja